# Free the Nipple (pel·lícula)
Free the Nipple és una pel·lícula independent de comèdia dramàtica estrenada l'any 2014, dirigida per Lina Esco i escrita per Hunter Richards. Esco va crear la pel·lícula per posar en l'atenció pública l'assumpte de la igualtat de gènere i animar la discussió sobre com ella percebia la glorificació de la violència i la repressió sexual als Estats Units. Quan estava en postproducció el febrer del 2014, la pel·lícula va ser triada per ser distribuïda per la distribuïdora parisenca WTFilms.

## Sinopsi
Dirigit per Liv (Lola Kirke), un exèrcit de dones apassionades llança una revolució per "Free the Nipple" (allibera el mugró) i descriminalitzar el topless femení. Basat en fets reals, un moviment de masses a favor de les dones que fan topless, amb el suport legal de la Primera esmena dels Estatus Units, comencen una campanya de grafitis en instal·lacions, i publicitat a escala nacional, que envairia la Ciutat de Nova York per protestar contra la censura hipòcrita i per promoure la igualtat de gènere i de cultura als Estats Units.

## Repartiment
- Casey LaBow com Cali
- Monique Coleman com Roz
- Zach Grenier com Jim Black
- Lina Esco com With
- Lola Kirke com Liv
- Michael Panes com Lawyer
- John Keating com Kilo
- Griffin Newman com Orson
- Leah Kilpatrick com Elle
- Jen Ponton com Charlie
- Liz Chuday com Blogger Liz
- Sarabeth Stroller com Pippy
- Janeane Garofalo com Anouk

## Suport en públic
Miley Cyrus, qui havia treballat amb Esco a LOL, va mostrar el seu suport a la pel·lícula i al dret de les dones d'ensenyar els mugrons en públic. Unint-se a les declaracions de Cyrus en suport a la pel·lícula s'hi apuntaren també Rumer Willis, Nico Tortorella, Lydia Hearst, Giles Matthey, Cara Delevingne, i Russell Simmons.

## Estrena
La pel·lícula va ser triada per IFC Films, i s'anuncià el 29 de setembre de 2014 que Sundance Selects havia triat la pel·lícula per publicar-la en l'àmbit nord-americà.